# David Galea
David Galea ist ein maltesischer Mountainbike- und Straßenradrennfahrer.
David Galea wurde 2008 maltesischer Vizemeister im Cross Country auf dem Mountainbike und im Einzelzeitfahren auf der Straße. Im nächsten Jahr konnte er den nationalen Meistertitel im Einzelzeitfahren für sich entscheiden. Außerdem wurde er Etappendritter bei einem Teilstück der Tour ta'Malta. Bei weiteren Zeitfahren in Malta, wie dem Mriehel By-Pass und dem Ta'Pinellu Hill belegte er Podiumsplätze.

## Erfolge – Straße
2009
- Maltesischer Meister – Einzelzeitfahren